# Sayyid El Alami
Sayyid El Alami est un acteur français, né à Colomiers (Haute-Garonne).
Il se fait connaître grâce à ses rôles principaux dans la série télévisée américaine Messiah (2020) et la mini-série historique française Oussekine (2022).
En 2024, il est nommé pour le Lumière de la révélation masculine pour son interprétation dans le drame Leurs enfants après eux de Ludovic et Zoran Boukherma.

## Biographie

### Jeunesse et formation
Sayyid El Alami naît à Colomiers, près de Toulouse. Fils de parents immigrés marocains, il est le plus jeune d'une fratrie de six enfants.
D'abord attiré par une carrière de footballeur professionnel, il abandonne cette idée, découragé par ses parents. À l'âge de 12 ans, il suit ses premiers cours de théâtre à la maison des jeunes et de la culture de son quartier. Après avoir obtenu son baccalauréat, Sayyid El Alami s'installe à Paris et rejoint 1000 visages, une association fondée par l'actrice Houda Benyamina visant à démocratiser l'accès à l'industrie cinématographique.

### Carrière
En 2018, il fait ses débuts dans le court-métrage Kenza des Choux. La même année, il obtient un petit rôle dans la comédie dramatique Monsieur je-sais-tout. En 2019, il apparaît dans le drame Zombi Child, réalisé par Bertrand Bonello.
Après une longue série d'auditions, Sayyid El Alami se fait remarquer en 2020 grâce à son rôle dans la série Messiah, créée par Michael Petroni. En 2021, il joue dans le drame Life Suits Me Well d'Al Hadi Ulad-Mohand et apparaît dans le court-métrage Les engloutis de Caroline Guiela Nguyen. Il fait également une apparition dans le premier épisode de la deuxième saison de la série britannique Baptiste.
En 2022, il interprète Sami, dans la mini-série policière Une si longue nuit sur TF1. Le même mois, il incarne Cédric dans un rôle invité du septième épisode de la deuxième saison de la série Narvalo sur Canal+. En mai, il décroche ensuite le rôle principal dans la mini-série historique Oussekine, réalisée par Antoine Chevrollier, qui retrace le meurtre de l'étudiant Malik Oussekine en 1986.
En 2023, il joue un rôle secondaire dans La Chambre des merveilles, un drame de Lisa Azuelos.
En 2024, il fait une apparition dans la mini-série britannique A Gentleman in Moscow. Il collabore à nouveau avec Antoine Chevrollier dans La Pampa, son premier long-métrage, présenté à la Semaine de la critique au Festival de Cannes. Il partage également l'affiche avec Paul Kircher dans le drame Leurs enfants après eux des frères Ludovic et Zoran Boukherma, présenté en première mondiale à la Mostra de Venise. Grâce à son interprétation d'Hacine, il obtient une nomination pour le Lumière de la révélation masculine.

## Filmographie

### Cinéma

#### Longs métrages
- 2018 : Monsieur je-sais-tout de Stéphan Archinard et François Prévôt-Leygonie : Shérif
- 2019 : Zombi Child de Bertrand Bonello : Pablo
- 2021 : La Vie me va bien d'Al Hadi Ulad-Mohand : Ismaïl
- 2022 : Pilote de Paul Doucet : Rayan
- 2023 : La Chambre des merveilles de Lisa Azuelos : Lock
- 2024 : La Pampa d'Antoine Chevrollier : Willy
- 2024 : Leurs enfants après eux de Zoran et Ludovic Boukherma : Hacine

#### Courts-métrages
- 2017 : Les Anges de Valentine Caille : Sayyid
- 2018 : Kenza des Choux de Sofia Alaoui : Ismaël
- 2018 : Basses de Félix Imbert : Théo
- 2018 : Pas si loin de Thierry Préval : Samir
- 2019 : 2 minutes 30 de Mehdi Fikri : Driss
- 2021 : Les Engloutis de Caroline Guiela Nguyen : Antho
- 2022 : Idiot Fish de Hakim Mao : Dylan
- 2025 : Enlaçade de Victor Laborde : Sayyid

### Télévision

#### Séries télévisées
- 2020 : Messiah de Michael Petroni : Jibril Hassan (10 épisodes)
- 2021 : Baptiste : adolescent français (saison 2, épisode 1)
- 2022 : Une si longue nuit : Sami Kacem (mini-série)
- 2022 : Narvalo : Cédric (saison 2, épisode 7 : Nuit blanche)
- 2022 : Oussekine d'Antoine Chevrollier : Malik Oussekine (mini-série)
- 2024 : A Gentleman in Moscow : Ilya (2 épisodes) (mini-série)

## Distinctions

### Récompenses
- Festival de films francophones Cinemania 2024 : meilleur acteur dans La Pampa[18]
- Festival Premiers Plans d'Angers 2025 : Prix d'interprétation masculine pour La Pampa
- Festival du film de Cabourg 2025 : Swann d'or de la révélation masculine pour La Pampa

### Nominations
- Festival Séries Mania 2022: révélation acteur dans Une si longue nuit, Oussekine[19]
- Lumières 2025 : révélation masculine dans Leurs enfants après eux[20]